# Canelo Álvarez
Santos Saúl Álvarez Barragán (n. 18 iulie 1990, Juanacatlán⁠(d), Jalisco, Mexic) cunoscut sub numele de „Canelo”, este un boxer profesionist mexican. A fost campion WBC și The Ring de greutate medie. De asemenea, a fost campion WBA, WBC, WBO și The Ring la greutatea superwélter. The Ring îl consideră ca unul dintre cei mai buni boxeri pound for pound din lume.

## Biografie
El este fiul lui Ana María Barragán Fernández și Santos Álvarez Barragán. S-a născut la 18 iulie 1990 la San Agustín (Jalisco), Guadalajara, Mexic. Când avea cinci ani, s-a mutat împreună cu familia sa la Juanacatlán. Are șase frați și o soră: Rigoberto, Ana Elda, Daniel Geovani, José Ricardo, Gonzalo, Víctor Alfonso și Juan Ramón. El este boxer pentru fratele său Rigoberto, care, de asemenea, este boxer profesionist. Porecla ia fost dată de către managerul său, José Chepo Reynoso, care a început să-i spună că "Canelito" atunci când era mai tânăr și, mai târziu, "Canelo". A avut o relație cu Marisol González, o jurnalistă din Coahuila. Apoi, cu fosta cântărețului Marc Anthony în septembrie 2017, Shannon de Lima.

## Carieră ca amator
Álvarez a început boxul la 13 ani, după ce a asistat la debutul profesional al fratelui său mai mare Rigoberto Álvarez.
În 2004, Saúl a câștigat medalia de argint la Campionatul Național de Tineret desfășurat la Sinaloa. Un an mai târziu, a câștigat medalia de aur la Olimpiada de tineret din 2005, care a avut loc la Tuxtla Gutiérrez. Canelo a recoltat un record amator de 44 de victorii (12 KO) și două înfrângeri.

## Carieră ca profesionist
Pe 29 octombrie 2005 a debutat pe Chololo Larios Arena din Tonalá, Jalisco, la vârsta de 15 ani și 3 luni. Sa confruntat cu Abraham Gonzalez și a câștigat prin KO în cea de-a patra rundă.
La 2 august 2008 a câștigat titlul welter al Fedecentro (Federația Americii Latine a Comisiilor de box profesioniste), recunoscut de Asociația Mondială de Box (WBA), învingându-l pe Carlos Adán Jerez.
Pe 17 ianuarie 2009, la Forumul Scotiabank din Mexico City, l-a învins prin knockout pe Tony "Mazatleco" Fitch, devenind astfel campionul Welterweight al Federatiei de Box din America de Nord (NABF).
În 21 februarie 2009, la Zapopan, Jalisco, l-a învins pe Euri González în a 11-a rundă, câștigând astfel titlul latin al World Boxing Organization (WBO).
La 1 mai 2010 a debutat ca boxer al Golden Boy Promotions, confruntându-se cu José Miguel Cotto în main card-ul care acoperă lupta lui Floyd Mayweather Jr. împotriva lui Shane Mosley din Las Vegas, unde "Canelo" Álvarez a câștigat prin knockout tehnic în runda nouă.

## Rezultate în boxul profesionist
| 63 Victorii (39 victorii înainte de limită, 24 decizii), 2 Înfrângeri, 2 Remize \| Nmr. \| Rez. \| Rezultat general \| Adversar \| Tip \| Runda, Timp \| Data \| Locația \| Note \| \| ---- \| ---------- \| ---------------- \| ----------------------- \| --- \| ------------- \| ------------------ \| ------------------------------------------------------ \| ---------------------------------------------------------------------------------------------------------------------- \| \| 67 \| Victorie \| 63–2–2 \| William Scull \| UD \| 12 \| 3 mai 2025 \| Anb Arena, Riyadh, Arabia Saudită \| Păstrează centurile WBA (Super), WBC, WBO, și The Ring la categoria super mijlocie \| \| 66 \| Victorie \| 62–2–2 \| Edgar Berlanga \| UD \| 12 \| 14 septembrie 2024 \| T-Mobile Arena, Paradise, Nevada, SUA \| Păstrează centurile WBA (Super), WBC, WBO, și The Ring la categoria super mijlocie \| \| 65 \| Victorie \| 61–2–2 \| Jaime Munguía \| UD \| 12 \| 4 mai 2024 \| T-Mobile Arena, Paradise, Nevada, SUA \| Păstrează centurile WBA (Super), WBC, IBF, WBO, și The Ring la categoria super mijlocie. \| \| 64 \| Victorie \| 60–2–2 \| Jermell Charlo \| UD \| 12 \| 30 septembrie 2023 \| T-Mobile Arena, Paradise, Nevada, SUA \| Păstrează centurile WBA (Super), WBC, IBF, WBO, și The Ring la categoria super mijlocie \| \| 63 \| Victorie \| 59–2–2 \| John Ryder \| UD \| 12 \| 6 mai 2023 \| Estadio Akron, Zapopan, Mexic \| Păstrează centurile WBA (Super), WBC, IBF, WBO, și The Ring la categoria super mijlocie \| \| 62 \| Victorie \| 58-2-2 \| Gennady Golovkin \| UD \| 12 \| 17 septembrie 2022 \| T-Mobile Arena, Paradise, Nevada, U.S. \| Păstrează centurile WBA (Super), WBC, WBO și The Ring super middleweight titles \| \| 61 \| Înfrângere \| 57–2–2 \| Dmitry Bivol \| UD \| 12 \| 7 mai 2022 \| T-Mobile Arena, Paradise, Nevada, U.S. \| Pentru centura WBA (Super) la categoria Light Heavyweight. \| \| 60 \| Victorie \| 57–1–2 \| Caleb Plant \| TKO \| 11 (12), 1:05 \| 6 noiembrie 2021 \| MGM Grand Garden Arena, Paradise, Nevada, U.S. \| Păstrează centurile WBA (Super), WBC, WBO șiThe Ring super middleweight titles; Câștigă centura IBF super middleweight \| \| 59 \| Victorie \| 56–1–2 \| Billy Joe Saunders \| RTD \| 8 (12), 3:00 \| 8 mai 2021 \| AT&T Stadium, Arlington, Texas, U.S. \| Păstrează WBA (Super), WBC, and The Ring super middleweight titles; Câștigă WBO super middleweight title \| \| 58 \| Victorie \| 55–1–2 \| Avni Yıldırım \| RTD \| 3 (12), 3:00 \| 27 februarie 2021 \| Hard Rock Stadium, Miami Gardens, Florida, U.S. \| Păstreză centurile WBA (Super), WBC, and The Ring super middleweight \| \| 57 \| Victorie \| 54–1–2 \| Callum Smith \| UD \| 12 \| 19 decembrie 2020 \| Alamodome, San Antonio, Texas, U.S. \| Câștigă centurile WBA (Super), The Ring, and vacant WBC super middleweight \| \| 56 \| Victorie \| 53–1–2 \| Sergey Kovalev \| TKO \| 11 (12), 2:15 \| 2019-11-02 \| MGM Grand Garden Arena, Paradise, Nevada, U.S. \| Câștigă WBO light heavyweight title \| \| 55 \| Victorie \| 52–1–2 \| Daniel Jacobs \| UD \| 12 \| 2019-05-04 \| T-Mobile Arena, Paradise, Nevada, U.S. \| Păstrează WBA (Super), WBC, The Ring, and lineal middleweight; Câștigă IBF middleweight \| \| 54 \| Victorie \| 51–1–2 \| Rocky Fielding \| TKO \| 3 (12), 2:38 \| 2018-12-15 \| Madison Square Garden, New York City, New York, U.S. \| Câștigă centura WBA (Regular) super middleweight \| \| 53 \| Victorie \| 50–1–2 \| Gennady Golovkin \| MD \| 12 \| 2018-09-15 \| T-Mobile Arena, Paradise, Nevada, US \| Câștigă titlurile mondiale WBA (Super), WBC, & IBO middleweight \| \| 52 \| Remiză \| 49–1–2 \| Gennady Golovkin \| SD \| 12 \| 2017-09-16 \| T-Mobile Arena, Paradise, Nevada, U.S. \| Apără The Ring middleweight title; Pentru WBA (Super), IBF, și vacant lineal middleweight titles \| \| 51 \| Victorie \| 49–1–1 \| Julio César Chávez Jr. \| UD \| 12 \| 2017-05-06 \| T-Mobile Arena, Paradise, Nevada, U.S. \| \| \| 50 \| Victorie \| 48–1–1 \| Liam Smith \| KO \| 9 (12), 2:28 \| 2016-09-17 \| AT&T Stadium, Arlington, Texas, U.S. \| Won WBO light middleweight title \| \| 49 \| Victorie \| 47–1–1 \| Amir Khan \| KO \| 6 (12), 2:37 \| 2016-05-07 \| T-Mobile Arena, Paradise, Nevada, U.S. \| Retained WBC, The Ring, and lineal middleweight titles \| \| 48 \| Victorie \| 46–1–1 \| Miguel Cotto \| UD \| 12 \| 2015-11-21 \| Mandalay Bay Events Center, Paradise, Nevada, U.S. \| Won The Ring, lineal, and vacant WBC middleweight titles \| \| 47 \| Victorie \| 45–1–1 \| James Kirkland \| KO \| 3 (12), 2:11 \| 2015-05-09 \| Minute Maid Park, Houston, Texas, U.S. \| \| \| 46 \| Victorie \| 44–1–1 \| Erislandy Lara \| SD \| 12 \| 2014-07-12 \| MGM Grand Garden Arena, Paradise, Nevada, U.S. \| \| \| 45 \| Victorie \| 43–1–1 \| Alfredo Angulo \| TKO \| 10 (12), 0:44 \| 2014-03-08 \| MGM Grand Garden Arena, Paradise, Nevada, U.S. \| \| \| 44 \| Înfrângere \| 42–1–1 \| Floyd Mayweather Jr. \| MD \| 12 \| 2013-09-14 \| MGM Grand Garden Arena, Paradise, Nevada, U.S. \| Lost WBA (Unified), WBC, and The Ring light middleweight titles; For vacant lineal light middleweight title \| \| 43 \| Victorie \| 42–0–1 \| Austin Trout \| UD \| 12 \| 2013-04-20 \| Alamodome, San Antonio, Texas, U.S. \| Retained WBC light middleweight title; Won WBA (Unified) and vacant The Ring light middleweight titles \| \| 42 \| Victorie \| 41–0–1 \| Josesito López \| TKO \| 5 (12), 2:55 \| 2012-09-15 \| MGM Grand Garden Arena, Paradise, Nevada, U.S. \| Retained WBC light middleweight title \| \| 41 \| Victorie \| 40–0–1 \| Shane Mosley \| UD \| 12 \| 2012-05-05 \| MGM Grand Garden Arena, Paradise, Nevada, U.S. \| Retained WBC light middleweight title \| \| 40 \| Victorie \| 39–0–1 \| Kermit Cintrón \| TKO \| 5 (12), 2:53 \| 2011-11-26 \| Plaza de Toros, Mexico City, Mexico \| Retained WBC light middleweight title \| \| 39 \| Victorie \| 38–0–1 \| Alfonso Gómez \| TKO \| 6 (12), 2:36 \| 2011-09-17 \| Staples Center, Los Angeles, California, U.S. \| Retained WBC light middleweight title \| \| 38 \| Victorie \| 37–0–1 \| Ryan Rhodes \| TKO \| 12 (12), 0:48 \| 2011-06-18 \| Arena VFG, Guadalajara, Mexico \| Retained WBC light middleweight title \| \| 37 \| Victorie \| 36–0–1 \| Matthew Hatton \| UD \| 12 \| 2011-03-05 \| Honda Center, Anaheim, California, U.S. \| Won vacant WBC light middleweight title \| \| 36 \| Victorie \| 35–0–1 \| Lovemore N'dou \| UD \| 12 \| 2010-12-04 \| Estadio Universitario Beto Ávila, Veracruz, Mexico \| Retained WBC Silver light middleweight title \| \| 35 \| Victorie \| 34–0–1 \| Carlos Baldomir \| KO \| 6 (10), 2:58 \| 2010-09-18 \| Staples Center, Los Angeles, California, U.S. \| Retained WBC Silver light middleweight title \| \| 34 \| Victorie \| 33–0–1 \| Luciano Leonel Cuello \| TKO \| 6 (12), 1:23 \| 2010-07-10 \| Arena VFG, Guadalajara, Mexico \| Won WBC Silver light middleweight title \| \| 33 \| Victorie \| 32–0–1 \| José Cotto \| TKO \| 9 (10), 2:51 \| 2010-05-01 \| MGM Grand Garden Arena, Paradise, Nevada, U.S. \| Retained NABF welterweight title \| \| 32 \| Victorie \| 31–0–1 \| Brian Camechis \| KO \| 3 (12), 0:23 \| 2010-03-06 \| Palenque de la Feria, Tuxtla Gutiérrez, Mexico \| Retained NABF welterweight title \| \| 31 \| Victorie \| 30–0–1 \| Lanardo Tyner \| UD \| 12 \| 2009-12-05 \| Tepic, Mexico \| Retained NABF welterweight title \| \| 30 \| Victorie \| 29–0–1 \| Carlos Leonardo Herrera \| TKO \| 1 (10), 2:46 \| Sep 15, 2009 \| Auditorio Siglo XXI, Puebla, Mexico \| Retained WBC Youth welterweight title \| \| 29 \| Victorie \| 28–0–1 \| Marat Khuzeev \| KO \| 2 (10), 2:33 \| Aug 8, 2009 \| Auditorio Benito Juárez, Zapopan, Mexico \| Won WBC Youth welterweight title \| \| 28 \| Victorie \| 27–0–1 \| Jefferson Gonçalo \| KO \| 9 (12), 1:54 \| Jun 6, 2009 \| Xcaret Park, Cancún, Mexico \| Retained NABF welterweight title \| \| 27 \| Victorie \| 26–0–1 \| Michel Rosales \| TKO \| 10 (12), 2:53 \| Apr 11, 2009 \| Gimnasio Niños Héroes, Tepic, Mexico \| Retained NABF welterweight title \| \| 26 \| Victorie \| 25–0–1 \| Euri González \| TKO \| 11 (12), 1:36 \| Feb 21, 2009 \| Auditorio Benito Juárez, Zapopan, Mexico \| Retained NABF and WBO Latino welterweight titles \| \| 25 \| Victorie \| 24–0–1 \| Antonio Fitch \| TKO \| 1 (12), 1:52 \| Jan 17, 2009 \| Foro Scotiabank, Mexico City, Mexico \| Won NABF and WBO Latino welterweight titles \| \| 24 \| Victorie \| 23–0–1 \| Raúl Pinzón \| TKO \| 1 (12), 2:30 \| Dec 5, 2008 \| Miccosukee Resort & Gaming, Miami, Florida, U.S. \| Retained WBA Fedecentro welterweight title \| \| 23 \| Victorie \| 22–0–1 \| Larry Mosley \| UD \| 10 \| Oct 24, 2008 \| Morongo Casino Resort & Spa, Cabazon, California, U.S. \| \| \| 22 \| Victorie \| 21–0–1 \| Carlos Adán Jerez \| UD \| 10 \| Aug 2, 2008 \| Auditorio Benito Juárez, Zapopan, Mexico \| Retained WBA Fedecentro welterweight title \| \| 21 \| Victorie \| 20–0–1 \| Miguel Vázquez \| UD \| 10 \| Jun 28, 2008 \| Palenque Calle 2, Zapopan, Mexico \| \| \| 20 \| Victorie \| 19–0–1 \| Francisco Villanueva \| UD \| 10 \| Jun 6, 2008 \| Tepic, Mexico \| \| \| 19 \| Victorie \| 18–0–1 \| Gabriel Martinez \| RTD \| 10 (12), 0:10 \| Apr 18, 2008 \| Salon Marbet Plus, Ciudad Nezahualcóyotl, Mexico \| Won WBA Fedecentro welterweight title \| \| 18 \| Victorie \| 17–0–1 \| Francisco Villanueva \| TKO \| 9 (12), 2:32 \| Mar 14, 2008 \| Coliseo Olimpico de la UG, Guadalajara, Mexico \| Retained Jalisco welterweight title \| \| 17 \| Victorie \| 16–0–1 \| Axel Rodrigo Solis \| KO \| 1 (8) \| Feb 22, 2008 \| Salon Marbet Plus, Ciudad Nezahualcóyotl, Mexico \| \| \| 16 \| Victorie \| 15–0–1 \| Sean Holley \| TKO \| 2 (10) \| Dec 15, 2007 \| Auditorio Benito Juarez, Guadalajara, Mexico \| \| \| 15 \| Victorie \| 14–0–1 \| Ricardo Cano \| UD \| 12 \| Aug 31, 2007 \| Coliseo Olímpico, Guadalajara, Mexico \| Won Jalisco welterweight title \| \| 14 \| Victorie \| 13–0–1 \| Christian Solano \| UD \| 10 \| Aug 18, 2007 \| Arena Coliseo, Guadalajara, Mexico \| \| \| 13 \| Victorie \| 12–0–1 \| Jesus Hernandez \| TKO \| 2 (10) \| Jun 1, 2007 \| Casino de los Fresnos, Tepic, Mexico \| \| \| 12 \| Victorie \| 11–0–1 \| Victor Marquez \| KO \| 4 (10), 1:48 \| 19 mai 2007 \| Auditorio Benito Juarez, Guadalajara, Mexico \| \| \| 11 \| Victorie \| 10–0–1 \| Ivan Illescas \| KO \| 4 (10), 2:40 \| Mar 30, 2007 \| Arena-Casino Los Fresnos, Tepic, Mexico \| \| \| 10 \| Victorie \| 9–0–1 \| Javier Martinez \| TKO \| 8 (10) \| Mar 2, 2007 \| Casino Los Fresnos, Tepic, Mexico \| \| \| 9 \| Victorie \| 8–0–1 \| Daniel Martinez \| KO \| 2 (8) \| Dec 8, 2006 \| Arena Jalisco, Guadalajara, Mexico \| \| \| 8 \| Victorie \| 7–0–1 \| Francisco Villanueva \| KO \| 5 (6), 1:20 \| Sep 29, 2006 \| Tonalá, Mexico \| \| \| 7 \| Victorie \| 6–0–1 \| Cristian Hernandez \| KO \| 2 (6) \| Sep 15, 2006 \| Guadalajara, Mexico \| \| \| 6 \| Victorie \| 5–0–1 \| Juan Hernandez \| KO \| 2 (6) \| Jul 21, 2006 \| Arena Coliseo, Guadalajara, Mexico \| \| \| 5 \| Remiză \| 4–0–1 \| Jorge Juarez \| SD \| 4 \| Jun 17, 2006 \| Auditorio Fausto Gutierrez Moreno, Tijuana, Mexico \| \| \| 4 \| Victorie \| 4–0 \| Pedro Lopez \| KO \| 1 (4) \| Feb 10, 2006 \| Men's Club, Guadalajara, Mexico \| \| \| 3 \| Victorie \| 3–0 \| Miguel Vázquez \| SD \| 4 \| Jan 20, 2006 \| Guadalajara, Mexico \| \| \| 2 \| Victorie \| 2–0 \| Pablo Alvarado \| KO \| 2 (4), 2:25 \| Nov 26, 2005 \| Arena Chololo Larios, Tonalá, Mexico \| \| \| 1 \| Victorie \| 1–0 \| Abraham Gonzalez \| TKO \| 4 (4), 0:18 \| Oct 29, 2005 \| Arena Chololo Larios, Tonalá, Mexico \| Professional debut \| |            |                  |                         |     |               |                    |                                                        | |
| Nmr. | Rez.       | Rezultat general | Adversar                | Tip | Runda, Timp   | Data               | Locația                                                | Note |
| 67 | Victorie   | 63–2–2           | William Scull           | UD  | 12            | 3 mai 2025         | Anb Arena, Riyadh, Arabia Saudită                      | Păstrează centurile WBA (Super), WBC, WBO, și The Ring la categoria super mijlocie                                     |
| 66 | Victorie   | 62–2–2           | Edgar Berlanga          | UD  | 12            | 14 septembrie 2024 | T-Mobile Arena, Paradise, Nevada, SUA                  | Păstrează centurile WBA (Super), WBC, WBO, și The Ring la categoria super mijlocie                                     |
| 65 | Victorie   | 61–2–2           | Jaime Munguía           | UD  | 12            | 4 mai 2024         | T-Mobile Arena, Paradise, Nevada, SUA                  | Păstrează centurile WBA (Super), WBC, IBF, WBO, și The Ring la categoria super mijlocie.                               |
| 64 | Victorie   | 60–2–2           | Jermell Charlo          | UD  | 12            | 30 septembrie 2023 | T-Mobile Arena, Paradise, Nevada, SUA                  | Păstrează centurile WBA (Super), WBC, IBF, WBO, și The Ring la categoria super mijlocie                                |
| 63 | Victorie   | 59–2–2           | John Ryder              | UD  | 12            | 6 mai 2023         | Estadio Akron, Zapopan, Mexic                          | Păstrează centurile WBA (Super), WBC, IBF, WBO, și The Ring la categoria super mijlocie                                |
| 62 | Victorie   | 58-2-2           | Gennady Golovkin        | UD  | 12            | 17 septembrie 2022 | T-Mobile Arena, Paradise, Nevada, U.S.                 | Păstrează centurile WBA (Super), WBC, WBO și The Ring super middleweight titles                                        |
| 61 | Înfrângere | 57–2–2           | Dmitry Bivol            | UD  | 12            | 7 mai 2022         | T-Mobile Arena, Paradise, Nevada, U.S.                 | Pentru centura WBA (Super) la categoria Light Heavyweight.                                                             |
| 60 | Victorie   | 57–1–2           | Caleb Plant             | TKO | 11 (12), 1:05 | 6 noiembrie 2021   | MGM Grand Garden Arena, Paradise, Nevada, U.S.         | Păstrează centurile WBA (Super), WBC, WBO șiThe Ring super middleweight titles; Câștigă centura IBF super middleweight |
| 59 | Victorie   | 56–1–2           | Billy Joe Saunders      | RTD | 8 (12), 3:00  | 8 mai 2021         | AT&T Stadium, Arlington, Texas, U.S.                   | Păstrează WBA (Super), WBC, and The Ring super middleweight titles; Câștigă WBO super middleweight title               |
| 58 | Victorie   | 55–1–2           | Avni Yıldırım           | RTD | 3 (12), 3:00  | 27 februarie 2021  | Hard Rock Stadium, Miami Gardens, Florida, U.S.        | Păstreză centurile WBA (Super), WBC, and The Ring super middleweight                                                   |
| 57 | Victorie   | 54–1–2           | Callum Smith            | UD  | 12            | 19 decembrie 2020  | Alamodome, San Antonio, Texas, U.S.                    | Câștigă centurile WBA (Super), The Ring, and vacant WBC super middleweight                                             |
| 56 | Victorie   | 53–1–2           | Sergey Kovalev          | TKO | 11 (12), 2:15 | 2019-11-02         | MGM Grand Garden Arena, Paradise, Nevada, U.S.         | Câștigă WBO light heavyweight title                                                                                    |
| 55 | Victorie   | 52–1–2           | Daniel Jacobs           | UD  | 12            | 2019-05-04         | T-Mobile Arena, Paradise, Nevada, U.S.                 | Păstrează WBA (Super), WBC, The Ring, and lineal middleweight; Câștigă IBF middleweight                                |
| 54 | Victorie   | 51–1–2           | Rocky Fielding          | TKO | 3 (12), 2:38  | 2018-12-15         | Madison Square Garden, New York City, New York, U.S.   | Câștigă centura WBA (Regular) super middleweight                                                                       |
| 53 | Victorie   | 50–1–2           | Gennady Golovkin        | MD  | 12            | 2018-09-15         | T-Mobile Arena, Paradise, Nevada, US                   | Câștigă titlurile mondiale WBA (Super), WBC, & IBO middleweight                                                        |
| 52 | Remiză     | 49–1–2           | Gennady Golovkin        | SD  | 12            | 2017-09-16         | T-Mobile Arena, Paradise, Nevada, U.S.                 | Apără The Ring middleweight title; Pentru WBA (Super), IBF, și vacant lineal middleweight titles                       |
| 51 | Victorie   | 49–1–1           | Julio César Chávez Jr.  | UD  | 12            | 2017-05-06         | T-Mobile Arena, Paradise, Nevada, U.S.                 | |
| 50 | Victorie   | 48–1–1           | Liam Smith              | KO  | 9 (12), 2:28  | 2016-09-17         | AT&T Stadium, Arlington, Texas, U.S.                   | Won WBO light middleweight title                                                                                       |
| 49 | Victorie   | 47–1–1           | Amir Khan               | KO  | 6 (12), 2:37  | 2016-05-07         | T-Mobile Arena, Paradise, Nevada, U.S.                 | Retained WBC, The Ring, and lineal middleweight titles                                                                 |
| 48 | Victorie   | 46–1–1           | Miguel Cotto            | UD  | 12            | 2015-11-21         | Mandalay Bay Events Center, Paradise, Nevada, U.S.     | Won The Ring, lineal, and vacant WBC middleweight titles                                                               |
| 47 | Victorie   | 45–1–1           | James Kirkland          | KO  | 3 (12), 2:11  | 2015-05-09         | Minute Maid Park, Houston, Texas, U.S.                 | |
| 46 | Victorie   | 44–1–1           | Erislandy Lara          | SD  | 12            | 2014-07-12         | MGM Grand Garden Arena, Paradise, Nevada, U.S.         | |
| 45 | Victorie   | 43–1–1           | Alfredo Angulo          | TKO | 10 (12), 0:44 | 2014-03-08         | MGM Grand Garden Arena, Paradise, Nevada, U.S.         | |
| 44 | Înfrângere | 42–1–1           | Floyd Mayweather Jr.    | MD  | 12            | 2013-09-14         | MGM Grand Garden Arena, Paradise, Nevada, U.S.         | Lost WBA (Unified), WBC, and The Ring light middleweight titles; For vacant lineal light middleweight title            |
| 43 | Victorie   | 42–0–1           | Austin Trout            | UD  | 12            | 2013-04-20         | Alamodome, San Antonio, Texas, U.S.                    | Retained WBC light middleweight title; Won WBA (Unified) and vacant The Ring light middleweight titles                 |
| 42 | Victorie   | 41–0–1           | Josesito López          | TKO | 5 (12), 2:55  | 2012-09-15         | MGM Grand Garden Arena, Paradise, Nevada, U.S.         | Retained WBC light middleweight title                                                                                  |
| 41 | Victorie   | 40–0–1           | Shane Mosley            | UD  | 12            | 2012-05-05         | MGM Grand Garden Arena, Paradise, Nevada, U.S.         | Retained WBC light middleweight title                                                                                  |
| 40 | Victorie   | 39–0–1           | Kermit Cintrón          | TKO | 5 (12), 2:53  | 2011-11-26         | Plaza de Toros, Mexico City, Mexico                    | Retained WBC light middleweight title                                                                                  |
| 39 | Victorie   | 38–0–1           | Alfonso Gómez           | TKO | 6 (12), 2:36  | 2011-09-17         | Staples Center, Los Angeles, California, U.S.          | Retained WBC light middleweight title                                                                                  |
| 38 | Victorie   | 37–0–1           | Ryan Rhodes             | TKO | 12 (12), 0:48 | 2011-06-18         | Arena VFG, Guadalajara, Mexico                         | Retained WBC light middleweight title                                                                                  |
| 37 | Victorie   | 36–0–1           | Matthew Hatton          | UD  | 12            | 2011-03-05         | Honda Center, Anaheim, California, U.S.                | Won vacant WBC light middleweight title                                                                                |
| 36 | Victorie   | 35–0–1           | Lovemore N'dou          | UD  | 12            | 2010-12-04         | Estadio Universitario Beto Ávila, Veracruz, Mexico     | Retained WBC Silver light middleweight title                                                                           |
| 35 | Victorie   | 34–0–1           | Carlos Baldomir         | KO  | 6 (10), 2:58  | 2010-09-18         | Staples Center, Los Angeles, California, U.S.          | Retained WBC Silver light middleweight title                                                                           |
| 34 | Victorie   | 33–0–1           | Luciano Leonel Cuello   | TKO | 6 (12), 1:23  | 2010-07-10         | Arena VFG, Guadalajara, Mexico                         | Won WBC Silver light middleweight title                                                                                |
| 33 | Victorie   | 32–0–1           | José Cotto              | TKO | 9 (10), 2:51  | 2010-05-01         | MGM Grand Garden Arena, Paradise, Nevada, U.S.         | Retained NABF welterweight title                                                                                       |
| 32 | Victorie   | 31–0–1           | Brian Camechis          | KO  | 3 (12), 0:23  | 2010-03-06         | Palenque de la Feria, Tuxtla Gutiérrez, Mexico         | Retained NABF welterweight title                                                                                       |
| 31 | Victorie   | 30–0–1           | Lanardo Tyner           | UD  | 12            | 2009-12-05         | Tepic, Mexico                                          | Retained NABF welterweight title                                                                                       |
| 30 | Victorie   | 29–0–1           | Carlos Leonardo Herrera | TKO | 1 (10), 2:46  | Sep 15, 2009       | Auditorio Siglo XXI, Puebla, Mexico                    | Retained WBC Youth welterweight title                                                                                  |
| 29 | Victorie   | 28–0–1           | Marat Khuzeev           | KO  | 2 (10), 2:33  | Aug 8, 2009        | Auditorio Benito Juárez, Zapopan, Mexico               | Won WBC Youth welterweight title                                                                                       |
| 28 | Victorie   | 27–0–1           | Jefferson Gonçalo       | KO  | 9 (12), 1:54  | Jun 6, 2009        | Xcaret Park, Cancún, Mexico                            | Retained NABF welterweight title                                                                                       |
| 27 | Victorie   | 26–0–1           | Michel Rosales          | TKO | 10 (12), 2:53 | Apr 11, 2009       | Gimnasio Niños Héroes, Tepic, Mexico                   | Retained NABF welterweight title                                                                                       |
| 26 | Victorie   | 25–0–1           | Euri González           | TKO | 11 (12), 1:36 | Feb 21, 2009       | Auditorio Benito Juárez, Zapopan, Mexico               | Retained NABF and WBO Latino welterweight titles                                                                       |
| 25 | Victorie   | 24–0–1           | Antonio Fitch           | TKO | 1 (12), 1:52  | Jan 17, 2009       | Foro Scotiabank, Mexico City, Mexico                   | Won NABF and WBO Latino welterweight titles                                                                            |
| 24 | Victorie   | 23–0–1           | Raúl Pinzón             | TKO | 1 (12), 2:30  | Dec 5, 2008        | Miccosukee Resort & Gaming, Miami, Florida, U.S.       | Retained WBA Fedecentro welterweight title                                                                             |
| 23 | Victorie   | 22–0–1           | Larry Mosley            | UD  | 10            | Oct 24, 2008       | Morongo Casino Resort & Spa, Cabazon, California, U.S. | |
| 22 | Victorie   | 21–0–1           | Carlos Adán Jerez       | UD  | 10            | Aug 2, 2008        | Auditorio Benito Juárez, Zapopan, Mexico               | Retained WBA Fedecentro welterweight title                                                                             |
| 21 | Victorie   | 20–0–1           | Miguel Vázquez          | UD  | 10            | Jun 28, 2008       | Palenque Calle 2, Zapopan, Mexico                      | |
| 20 | Victorie   | 19–0–1           | Francisco Villanueva    | UD  | 10            | Jun 6, 2008        | Tepic, Mexico                                          | |
| 19 | Victorie   | 18–0–1           | Gabriel Martinez        | RTD | 10 (12), 0:10 | Apr 18, 2008       | Salon Marbet Plus, Ciudad Nezahualcóyotl, Mexico       | Won WBA Fedecentro welterweight title                                                                                  |
| 18 | Victorie   | 17–0–1           | Francisco Villanueva    | TKO | 9 (12), 2:32  | Mar 14, 2008       | Coliseo Olimpico de la UG, Guadalajara, Mexico         | Retained Jalisco welterweight title                                                                                    |
| 17 | Victorie   | 16–0–1           | Axel Rodrigo Solis      | KO  | 1 (8)         | Feb 22, 2008       | Salon Marbet Plus, Ciudad Nezahualcóyotl, Mexico       | |
| 16 | Victorie   | 15–0–1           | Sean Holley             | TKO | 2 (10)        | Dec 15, 2007       | Auditorio Benito Juarez, Guadalajara, Mexico           | |
| 15 | Victorie   | 14–0–1           | Ricardo Cano            | UD  | 12            | Aug 31, 2007       | Coliseo Olímpico, Guadalajara, Mexico                  | Won Jalisco welterweight title                                                                                         |
| 14 | Victorie   | 13–0–1           | Christian Solano        | UD  | 10            | Aug 18, 2007       | Arena Coliseo, Guadalajara, Mexico                     | |
| 13 | Victorie   | 12–0–1           | Jesus Hernandez         | TKO | 2 (10)        | Jun 1, 2007        | Casino de los Fresnos, Tepic, Mexico                   | |
| 12 | Victorie   | 11–0–1           | Victor Marquez          | KO  | 4 (10), 1:48  | 19 mai 2007        | Auditorio Benito Juarez, Guadalajara, Mexico           | |
| 11 | Victorie   | 10–0–1           | Ivan Illescas           | KO  | 4 (10), 2:40  | Mar 30, 2007       | Arena-Casino Los Fresnos, Tepic, Mexico                | |
| 10 | Victorie   | 9–0–1            | Javier Martinez         | TKO | 8 (10)        | Mar 2, 2007        | Casino Los Fresnos, Tepic, Mexico                      | |
| 9 | Victorie   | 8–0–1            | Daniel Martinez         | KO  | 2 (8)         | Dec 8, 2006        | Arena Jalisco, Guadalajara, Mexico                     | |
| 8 | Victorie   | 7–0–1            | Francisco Villanueva    | KO  | 5 (6), 1:20   | Sep 29, 2006       | Tonalá, Mexico                                         | |
| 7 | Victorie   | 6–0–1            | Cristian Hernandez      | KO  | 2 (6)         | Sep 15, 2006       | Guadalajara, Mexico                                    | |
| 6 | Victorie   | 5–0–1            | Juan Hernandez          | KO  | 2 (6)         | Jul 21, 2006       | Arena Coliseo, Guadalajara, Mexico                     | |
| 5 | Remiză     | 4–0–1            | Jorge Juarez            | SD  | 4             | Jun 17, 2006       | Auditorio Fausto Gutierrez Moreno, Tijuana, Mexico     | |
| 4 | Victorie   | 4–0              | Pedro Lopez             | KO  | 1 (4)         | Feb 10, 2006       | Men's Club, Guadalajara, Mexico                        | |
| 3 | Victorie   | 3–0              | Miguel Vázquez          | SD  | 4             | Jan 20, 2006       | Guadalajara, Mexico                                    | |
| 2 | Victorie   | 2–0              | Pablo Alvarado          | KO  | 2 (4), 2:25   | Nov 26, 2005       | Arena Chololo Larios, Tonalá, Mexico                   | |
| 1 | Victorie   | 1–0              | Abraham Gonzalez        | TKO | 4 (4), 0:18   | Oct 29, 2005       | Arena Chololo Larios, Tonalá, Mexico                   | Professional debut |